# Zischkealm
Die Zischkealm ist eine auf 2079 bis etwa 2280 Meter Höhe gelegene Alm am Speikboden in Osttirol. Sie liegt in der Fraktion Gsaritzen der Gemeinde St. Veit in Defereggen sowie im Nationalpark Hohe Tauern auf dem Nordhang des Defereggentals.

## Geographie
Die Zischkealm ist eine „ausgedehnte, flache Bergmulde“ – im Wesentlichen oberhalb der Baumgrenze. Eine kleine versperrte Hütte liegt auf 2280 m. Oberhalb der Alm liegt mit dem Speikboden der Hausberg von St. Veit.
Die höher gelegene Frözalm liegt nordöstlich und entwässert zum Frözbach. Westlich liegt der Taleinschnitt des Gritzer Almbachs.

## Aufstiege
- Vom Hauptort Gsaritzen (1495 m, St. Veit in Defereggen) etwa 2 Stunden Gehzeit
- Vom Parkplatz Oberholz etwa 1,5 Stunden Gehzeit.

Die Alm ist über eine Fahrstraße mit dem Auto oder Mountainbike erreichbar. Die Straße wird im Winter als Rodelweg genutzt. Dann bieten sich Alm und Speikboden für Skitouren an.

## Touren

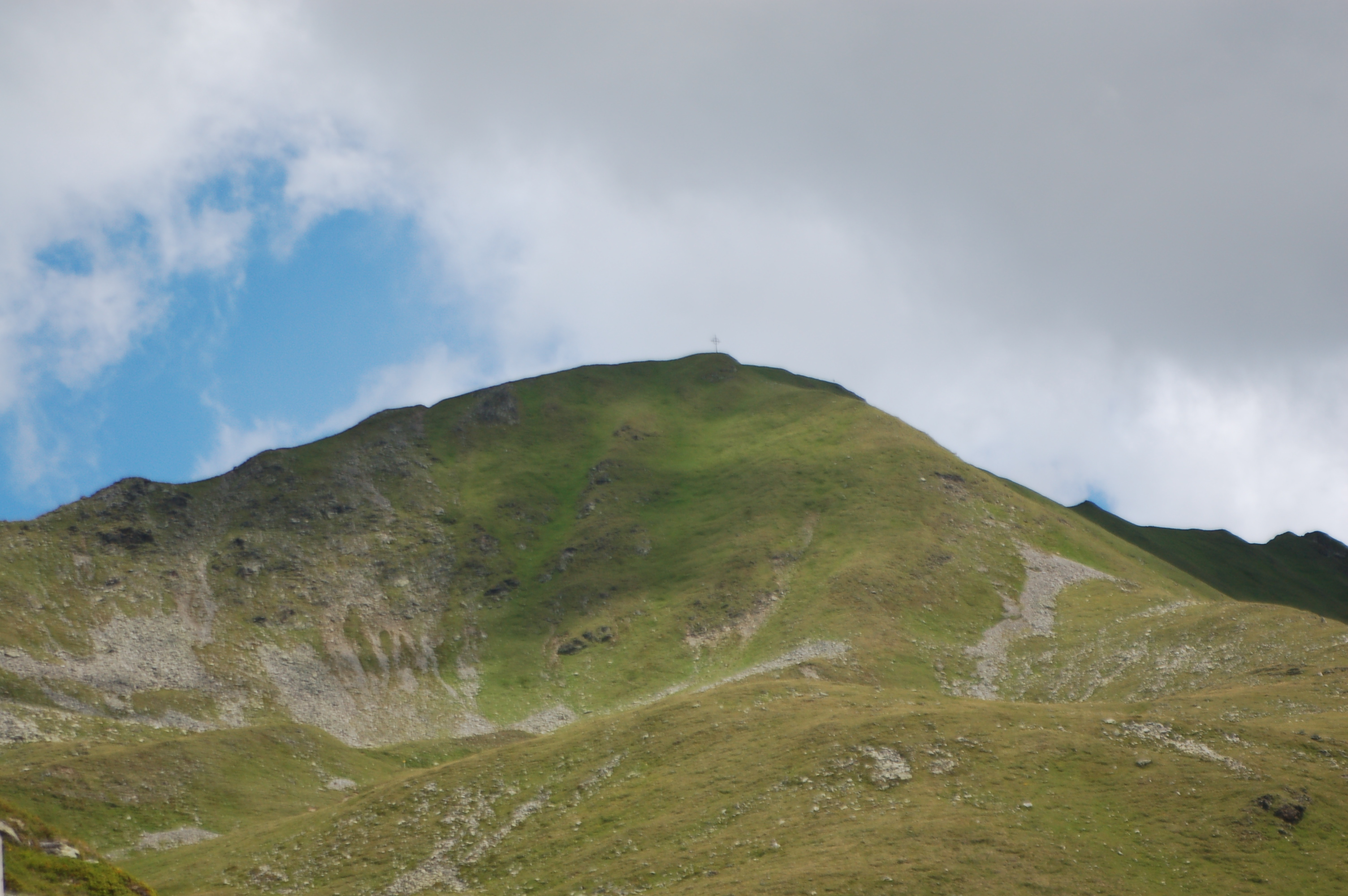
Speikboden, gesehen von der Zischkealm

- Speikboden (2653 m): 2 Stunden
- Donnerstein  (2725 m): 2,5 Stunden
- Gritzer Riegel (2736 m): 2,5 Stunden
- Gritzer Hörndl (2631 m): 2 Stunden
- Gritzer See (2504 m): 2 Stunden

## Benachbarte Hütten
- Die Speikbodenhütte (2050 m) liegt am südwestlichen Ende der Zischkealm.

Beim Übergang ins Virgental bieten sich an:
- Zupalseehütte (2346 m): 3,5 Stunden
- Lasörlinghütte (2293 m)[2]